# Masakra w Mysłowicach
Masakra w Mysłowicach – pacyfikacja górników na Górnym Śląsku przez funkcjonariuszy oddziału Grenzschutz Ost. Jedno ze zdarzeń, które doprowadziły do wybuchu I powstania śląskiego.

## Historia
15 sierpnia 1919 roku przed bramą Myslowitzgrube ok. 3 tys. górników z żonami i dziećmi oczekiwało podjęcia wynagrodzenia za pracę, jednak dyrekcja przesuwała termin wypłaty do momentu, gdy około godziny 13 zaczęto wpuszczać na teren kopalni mniej więcej trzydziestoosobowe grupki robotników. Wzburzony długim oczekiwaniem tłum wtargnął na plac kopalni, w związku z czym chcący ich powstrzymać oddział Grenzschutz Ost otworzył ogień. Zabito 7 górników, 2 kobiety i 13-letniego chłopca, liczby rannych nie udało się ustalić. Pacyfikacja wywołała ogromny szok i zradykalizowała nastroje robotników na Górnym Śląsku.

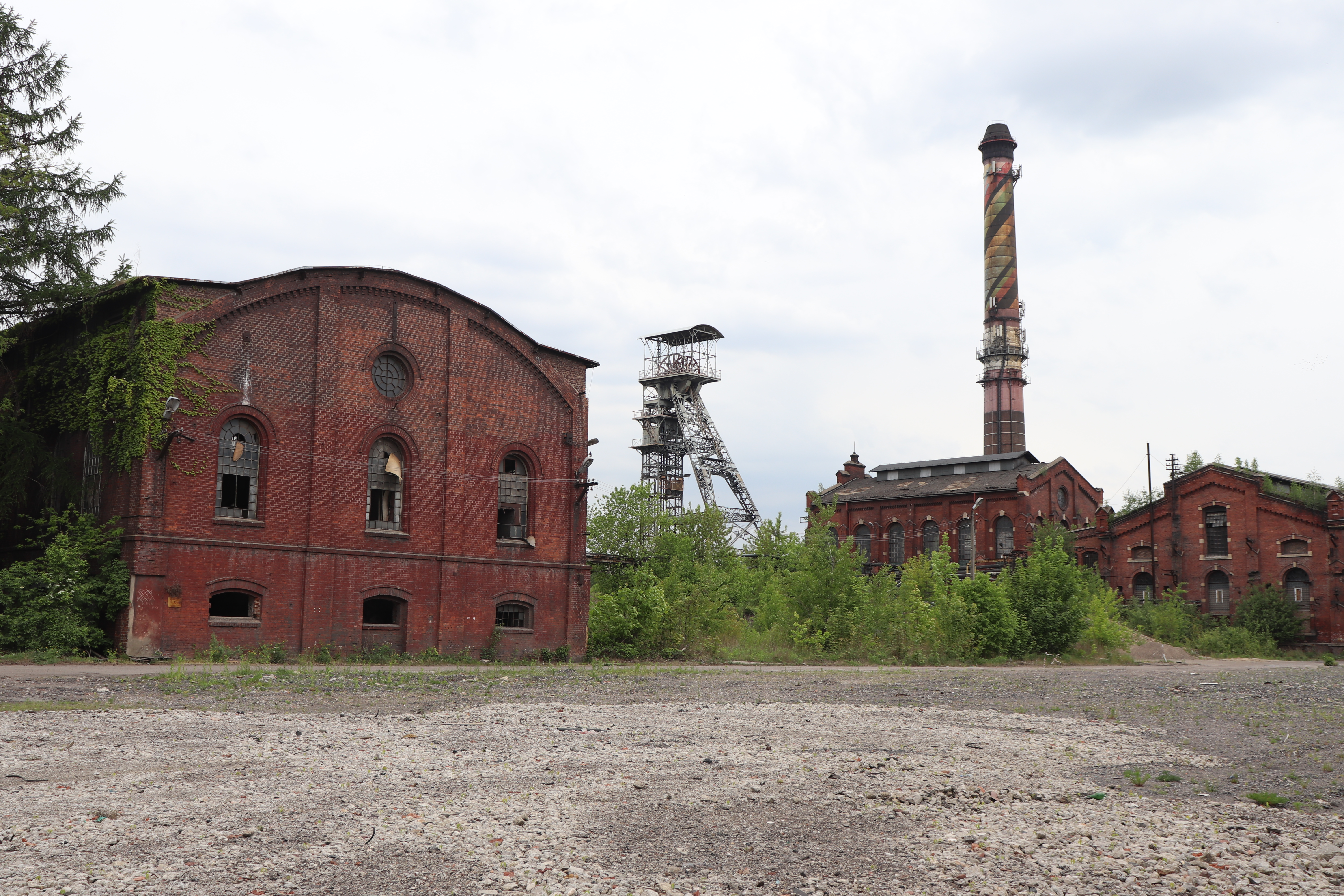
Budynki KWK Mysłowice istniejące w 1919 r.
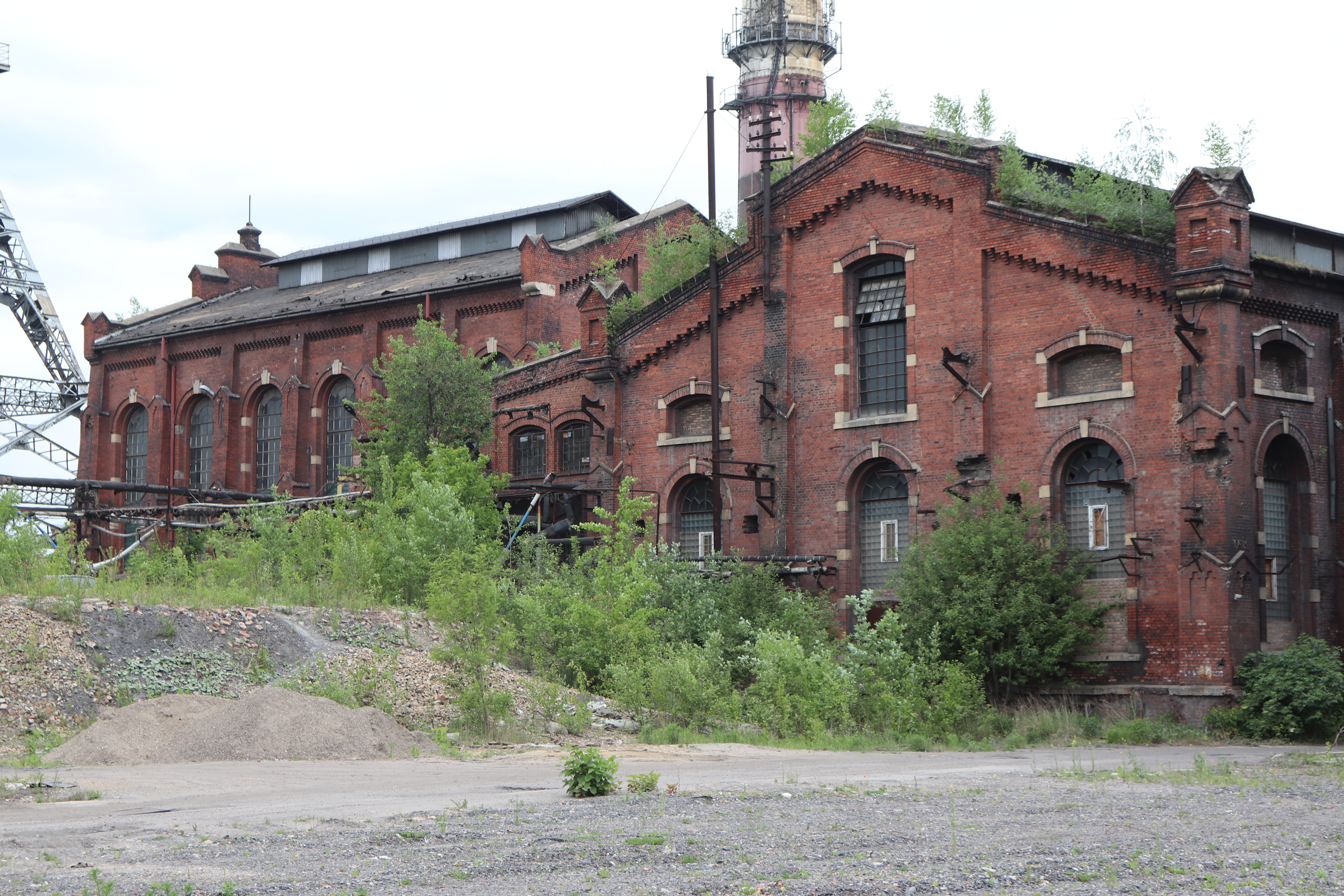
Budynki KWK Mysłowice istniejące w 1919 r.